# Cornelia Reinauer

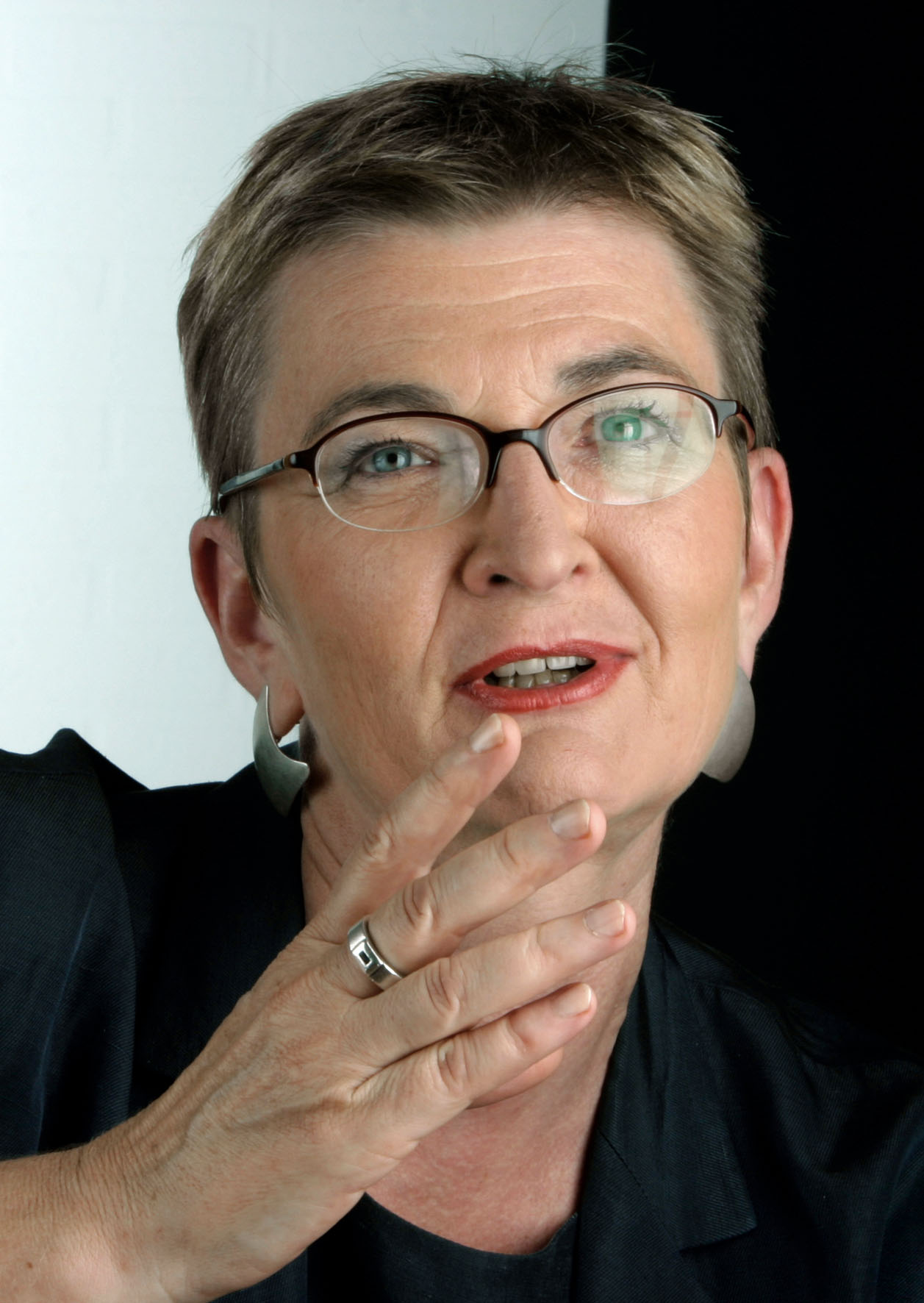
Cornelia Reinauer

Cornelia Reinauer (* 1953 in Tailfingen) war bis zum 14. November 2006 Bezirksbürgermeisterin des Berliner Bezirks Friedrichshain-Kreuzberg.
Im Jahr 2002 trat die gelernte Bibliothekarin die Nachfolge von Bärbel Grygier als Bezirksbürgermeisterin an.
Für die Bundestagswahl 2005 war sie die Direktkandidatin der Linkspartei.PDS im Bundestagswahlkreis 84 (Friedrichshain-Kreuzberg/Prenzlauer Berg (Ost)), welcher wie im Jahr 2002 an den Grünen Hans-Christian Ströbele ging.
Cornelia Reinauer spricht Deutsch, Englisch und Türkisch. Sie engagiert sich für den deutsch-türkischen Austausch und ist seit Mitte 2005 Mitglied des Fußballvereins Türkiyemspor Berlin. Im April 2012 wurde sie in den Aufsichtsrat des Fußballvereins gewählt.